# Кула (Рудо)
Кула је насељено мјесто у општини Рудо, Република Српска, БиХ. Према попису становништва из 1991. у насељу је живјело 222 становника.

## Географија
Кула се граничи са насељем Горње Миоче и Јелићи. Припада месној заједници Миоче. Кроз насеље пролази регионални пут Р449. Река Лим је граница са местом Доње Миоче.
Данас је Кула, слабо насељено место у општини Рудо, ипак у лето долази велики број људи који раде у иностранству, пре свега Немачкој и Аустрији, па је тада веома живо у овом насељу.
За Кулу су карактеристичне и нове, куће који су последњих година изградили углавном некадашњи мештани који сада раде у иностранству а одмор проводе у Кули.

## Становништво
| Демографија | Демографија | Демографија |
| Година      | Становника  | Становника  |
| ----------- | ----------- | ----------- |
| 1991.       | 222         |             |